# Districtul Fermanagh
Fermanagh (irlandeză Fhear Manach) este un district al Irlandei de Nord. Principalul oraș este Enniskillen cu o populație de 13.599 locuitori, alte localități importante fiind Lisnaskea, Irvinestown, Belleek, Belcoo și Derrylin.